# レーン級給油艦
レーン級給油艦（Betriebsstofftransporter RHÖN-Klasse）もしくは704型給油艦（Betriebsstofftransporter 704 Klasse）とは、西ドイツ海軍ならびに統一ドイツ海軍（以下ドイツ海軍）の給油艦。2隻が建造された。艦番号・就役日時が共に2番艦シュペッサルトの方が早いことからシュペッサルト級、給油艦ではなく補給艦とされることもあるが、公称はレーン級給油艦である。
元は、デンマークの船会社がリベリア船籍として建造したタンカー「Okene（レーン）」と「Okapi（シュペッサルト）」であり、それをドイツ海軍が購入した物である。艦名はドイツの山地に由来する。
2009年3月29日にアタランタ作戦に参加中の「シュペッサルト」が、商船と誤認したソマリア沖の海賊に襲撃されるという事件が発生している。
| 艦番号 | 艦名                    | コールサイン | 就役           | 母港                     |
| ------ | ----------------------- | ------------ | -------------- | ------------------------ |
| A1443  | レーン Rhön             | DRKM         | 1977年 9月23日 | ヴィルヘルムスハーフェン |
| A1442  | シュペッサルト Spessart | DRKN         | 1977年 9月5日  | キール                   |